# Il contagio
Il contagio è un film drammatico del 2017 diretto da Matteo Botrugno e Daniele Coluccini. È l'adattamento di una pièce teatrale tratta dall'omonimo romanzo del Premio Strega Walter Siti.
Il film è interpretato da Vincenzo Salemme, Vinicio Marchioni, Anna Foglietta e Giulia Bevilacqua.

## Distribuzione
Il film è stato presentato in anteprima nella sezione laterale delle Giornate degli Autori al Festival di Venezia 2017. È stato distribuito da Notorious Pictures nelle sale italiane il 28 settembre dello stesso anno.

## Riconoscimenti
- 2018 - Nastro d'argento[1]
  - Candidatura al Migliore attore non protagonista a Vinicio Marchioni
  - Candidatura alla Migliore attrice non protagonista a Anna Foglietta